# 栗尾モカ
栗尾 モカ（くりお モカ）は、日本のコミックエッセイスト。元キャビンアテンダント。
『ダ・ヴィンチ』のコミックエッセイ大賞を経てデビュー。著書に『サロン★ド★勝負』（メディアファクトリー）『女のネタ帖』（学研）がある。光文社『JJ』で「月間薔薇画報JAPON」を連載。ライターとしては光文社『STORY』、集英社『ビジネスジャンプ』でコラムなどを担当。